# Ernst von Essen
Ernst von Essen (* 2. Juli 1912 in Dorpat/Estland; † 4. November 1986 in Hannover) war ein deutscher Politiker (CDU).
Von Essen besuchte ein neuhumanistisches Gymnasium in seinem Geburtsort Dorpat. Nach seinem Abschluss begann er ein Studium der Landwirtschaft und der Volkswirtschaft an unterschiedlichen Akademien. Im Anschluss an sein Studium war er als Landwirt tätig. Er war später selbständiger Rittergutsbesitzer und Dienststellenleiter. Am 18. Juli 1940 beantragte er die Aufnahme in die NSDAP und wurde zum 1. Oktober desselben Jahres aufgenommen (Mitgliedsnummer 8.425.281). Am Zweiten Weltkrieg nahm er zwischen 1943 und Kriegsende als Soldat teil und geriet in Kriegsgefangenschaft. Bereits im Januar 1945 wurde seine Familie aus Estland umgesiedelt nach Salzgitter. Nach der Entlassung aus der Gefangenschaft ging er nach Salzgitter und gründete hier 1948 die Firma Ernst von Essen, eine Spirituosenfabrik und Weingroßhandel.
Von Essen war Vorsitzender des Landesverbandes Braunschweig des Evangelischen Arbeitskreises der CDU/CSU. Ferner war er Mitglied der Propsteisynode in Salzgitter-Lebenstedt sowie Mitglied der Musterungskommission beim Kreiswehrersatzamt in Goslar. Von Essen wurde zum Mitglied des Aufsichtsrates der Wasser- und Energieversorgungsgesellschaft Salzgitter ernannt sowie zum Vorsitzenden des Zweckverbandes für das kommunale Kreditwesen in Braunschweig.
Er war seit 1961 Ratsherr der Stadt Salzgitter, zunächst als Mitglied der SPD. In dieser Zeit war er nach eigenem Bekunden daran beteiligt, dass die Standortwahl für das für die Produktion des VW K70 neu zu errichtende VW-Werk auf Salzgitter fiel. Nachdem sich die SPD-Fraktion, die den Rat der Stadt viele Jahre mit absoluter Mehrheit dominiert hatte, zu Anfang der 1970er Jahre in diverse Affären (Affäre Ließ, Affäre Stief) verstrickt hatte, trat von Essen zur CDU über. Neben seinem Mandat als Ratsherr der Stadt Salzgitter war er auch lange Jahre Mitglied des Ortsrates Salzgitter Nord, dort zeitweilig auch Vorsitzender der CDU-Fraktion. 1982 trat er als (Zähl-)Kandidat der CDU Salzgitter bei den Landtagswahlen an und errang unerwartet ein Mandat. Damit wurde er nicht nur Abgeordneter des Niedersächsischen Landtages vom 21. Juni 1982 bis 20. Juni 1986, sondern konnte auch als Alterspräsident die konstituierende Sitzung des Niedersächsischen Landtages der zehnten Wahlperiode am 22. Juni 1982 leiten. Zur Landtagswahl 1986 trat er wiederum an, verfehlte aber eine Wiederwahl.